# タイコガシラスッポン
タイコガシラスッポン（泰小頭鼈、Chitra chitra）は、爬虫綱カメ目スッポン科コガシラスッポン属に分類されるカメ。

## 分布
C. c. chitra
タイ西部
C. c. javanensis
インドネシア（ジャワ島）

## 形態
最大甲長140センチメートル。背甲の色彩は明褐色や黄褐色で、暗褐色の縁取りがある黄色い斑紋が入る。斑紋はインドコガシラスッポンと比べると太く単純。

## 分類
- Chitra chitra chitra　Nutphand, 1986
- Chitra chitra javanensis　McCord & Pritchard, 2003

## 生態
底質が砂で、流れがあり水が清涼な河川に生息する。完全水棲で、産卵以外で上陸することはない。
食性は動物食で、二枚貝、甲殻類、魚類などを食べる。
繁殖形態は卵生。川岸の砂地に深さ50-75センチメートルの穴を掘り、1回に60-117個の卵を産む。

## 人間との関係
ダムや堰の開発による生息地の破壊、生活排水による水質汚染、食用やペット用の乱獲などにより生息数は減少していると考えられている。タイでは飼育下での繁殖プログラムが試みられている。
ペットとして飼育されることもあり、日本にも輸入されていた。主に飼育下繁殖個体と思われる少数流通していた。